# Adelina Tahiri
Adelina Tahiri (Skopje, 25 d'abril 1991) és una cantant i model albanesa.

## Biografia
Adelina Tahiri va néixer a República de Macedònia, però va créixer entre Skopie i Tirana pels seus orígens albanesos i ha col·laborat amb cantants famosos de Macedònia del Nord i Kosovo. Adelina va iniciar la seva carrera musical a Albània, on va publicar el seu primer senzill el 2007, "Më Trego", quan encara tenia 16 anys, i el seu primer àlbum d'estudi un any després, Eliksir . El seu senzill "Nuk jam penduar" es va convertir en un dels seus majors èxits als Balcans. El 2010 va llançar un senzill titulat "Magnet" al costat del raper kosovar F-KAY. Ella és musulmana.
Adelina també ha estat present en diferents concerts organitzats a diferents països per als albanesos i també ha actuat en diferents programes de televisió. Adelina Tahiri és una col·laboradora musical habitual de cantants famosos a les regions albaneses i ha actuat en diversos festivals en viu entre la diàspora albanesa.
Tahiri ha participat en seleccions nacionals de televisió per representar Albània al Festival d'Eurovisió, sense èxit fins ara. El 2013 va llançar el senzill "Sje më i pari".
Coneguda per les seves cançons Nuk Jam Penduar, Vuaj, Mjaftë, Më Trego i Manipullator. Tahiri va començar la seva carrera de model a Tirana el 2006. Viu a Albània des del 2006. Ha guanyat popularitat amb les seves cançons pop albaneses en Albània, Macedònia del Nord, Kosovo i Itàlia.

## Discografia

### Àlbum
- 2007 - Eliksir
- 2010 - Nuk Jam Penduar
- 2015 - Ani Ani

### Singles
- 2007 - Narcizoide
- 2008 - Em Trego
- 2009 - Vuaj
- 2013 - Ti Mos U Kthe
- 2011 - Manipulador
- 2012 - Mjafte